# São Sebastião (Loulé)
São Sebastião ist eine Gemeinde und Stadt an der Algarve in Portugal. Sie gehört zum Kreis Loulé, hat eine Fläche von 38,2 km² und 6807 Einwohner (Stand 19. April 2021), was einer Bevölkerungsdichte von 109 Einwohnern/km² entspricht.
Die Gemeinde stellt mit etwa einem Drittel des Stadtgebiets die kleinere der zwei Stadtgemeinden von Loulé dar. Das übrige Stadtgebiet liegt mit etwa zwei Dritteln in der Gemeinde São Clemente.